# Walter Richard (Radsportler)
Walter Richard (* 13. Oktober 1939 in Richterswil) ist ein ehemaliger Schweizer Radrennfahrer.

## Sportliche Laufbahn
Richard war im Bahnradsport und im Strassenradsport aktiv. Er war Teilnehmer der Olympischen Sommerspiele 1968 in Mexiko-Stadt. Im Bahnradsport startete er in der Mannschaftsverfolgung. Das Schweizer Team mit Bruno Hubschmid, Walter Richard, Jürg Schneider und Xaver Kurmann schied in der Qualifikation aus.
1967 gewann er das Eintagesrennen Giro del Mendrisiotto. 1968 wurde er Vize-Meister in der Einerverfolgung hinter dem Sieger Xaver Kurmann. Richard bestritt die Internationale Friedensfahrt 1968 und schied aus.